# Vittoria Marianna Riva
Pour les articles homonymes, voir Riva.
Vittoria Marianna Riva, née le 8 février 1714 à Lugano et morte en 1791 dans la même ville, est une comtesse catholique, mère supérieure du couvent des augustines de Sainte-Marguerite à Lugano. 
Elle joue un rôle important au sein du couvent et de la vie de la ville, surtout pour l'éducation. 

### Origines et famille
Vittoria Marianna Riva naît le 8 février 1714 à Lugano sous le nom de Maria Anna Vittoria Lucrezia Riva. Elle est la quatrième des 12 enfants de Rodolfo Giovanni Riva, l'un des magistrats les plus influents de Lugano, et de Maria Maddalena Rusca, descendante de l'une des plus prestigieuses familles du bourg. Petite-fille du comte Giovanni Battista Riva, ancêtre de la branche noble, elle porte le titre de comtesse.  

### Les couvents: cœurs éducatifs et culturels
À l'époque moderne, les couvents jouent un rôle central dans la société, offrant éducation, arts, et formation professionnelle sous l'autorité des évêques. La famille Riva s'inscrit pleinement dans cette dynamique, avec des femmes membres de la famille rejoignant les couvents et un soutien général à ces institutions par des contributions et des services.  
Dans son testament de 1726, le grand-père de Vittoria Marianna Riva, Giovanni Battista Riva, décide de donner des médicaments au couvent de Sainte-Marguerite. Son oncle, Francesco Saverio Riva, qui habite un grand palais en face du couvent, la protège pendant longtemps.  

### Sœur au couvent de Sainte-Marguerite
Comme beaucoup de jeunes femmes nobles de son époque, elle entre dans la vie religieuse. En 1731, avec l'intervention du comte Antonio Riva, son oncle et parrain, elle obtient, moyennant une simple dot, une place dans le couvent des augustines de Sainte-Marguerite à Lugano, où elle prend le nom en religion de sœur Vittoria Marianna.  
En 1732, pour sa cérémonie religieuse importante, on sort une chanson appelée « De la vanité des biens terrestres ». Elle est écrite par son oncle, le comte abbé Francesco Saverio Riva, un homme important dans l’église et dans les milieux intellectuels, tout comme un autre de ses oncles, Gian Pietro Riva. 

### Mère supérieure et vicaire
De 1745 à 1747 et de 1758 à 1760, Vittoria Marianna Riva sert comme mère supérieure (ou abbesse) au couvent de Sainte-Marguerite, et en 1791, elle occupe le poste de vicaire. Son rôle important est confirmé par l'apparition de son nom dans des baux agricoles et, plus largement, dans des transactions immobilières et financières liées à l'institution. 

### Mort
Vittoria Marianna Riva meurt en 1791 à Lugano.

### Fonds d'archives
- Archivio di Stato del Cantone Ticino, Bellinzone, Fondo conventi soppressi.
- Archivio storico della città di Lugano, Lugano, Fondo Famiglia Riva.